# Noepoli
Noepoli es un municipio situado en el territorio de la provincia de Potenza, en Basilicata (Italia). Tiene una población estimada, a principios de 2021, de 774 habitantes.

## Demografía
| Gráfica de evolución demográfica de Noepoli entre 1861 y 2021 |
|                                                               |
| fuente ISTAT - elaboración gráfica a cargo de Wikipedia       |